# DAF・ターボツイン

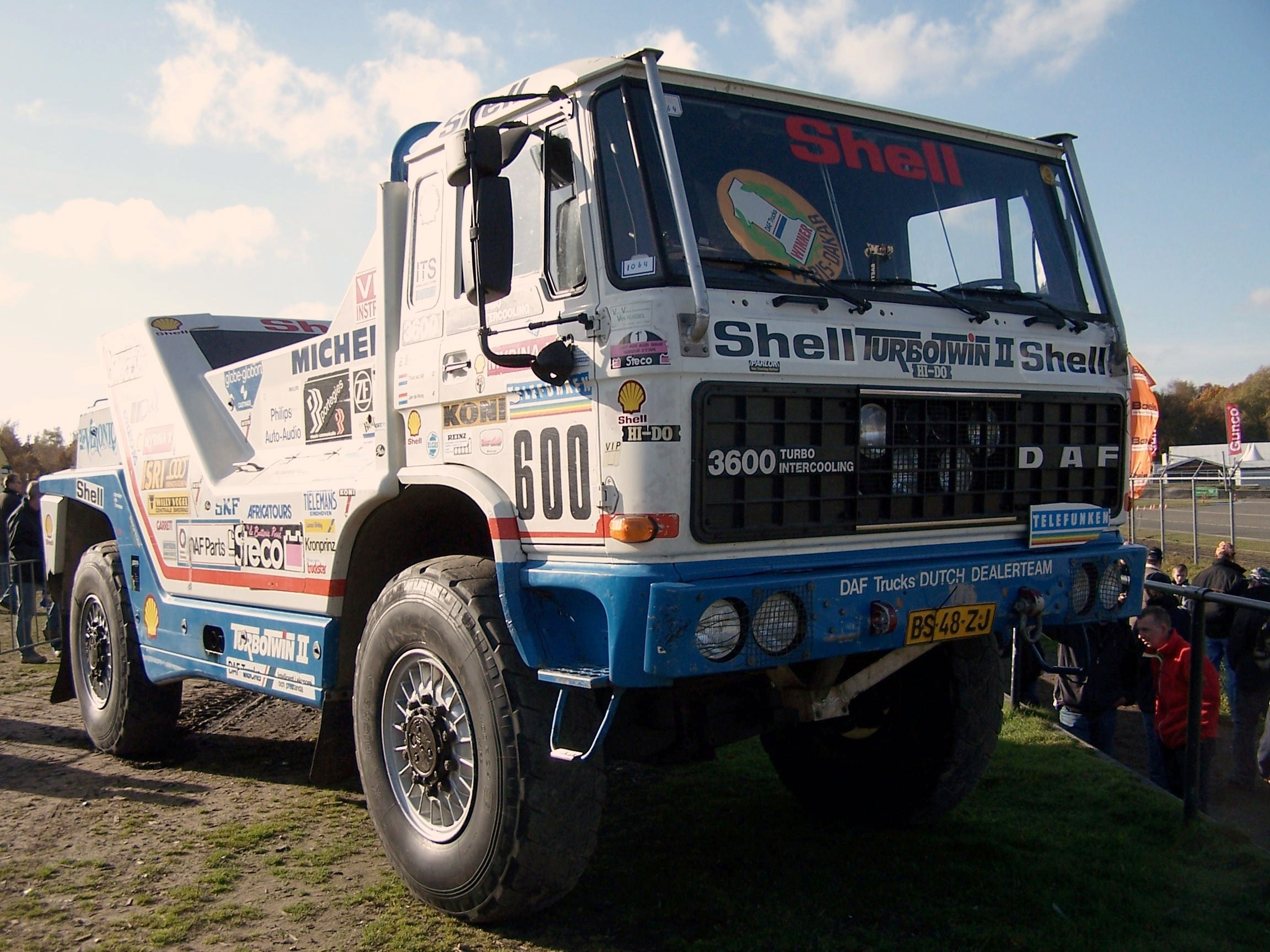
DAF・ターボツインII (1987)

ターボツイン（TurboTwin ）は、オランダの商用車メーカーDAFトラックスの市販トラックをベースに開発された、カミオン（トラック）クラスのクロスカントリーカーである。ツインエンジンを採用し、四輪乗用車よりも速く走ったことで知られる。
活動期間は1986年から1988年の3年間。

## 前史

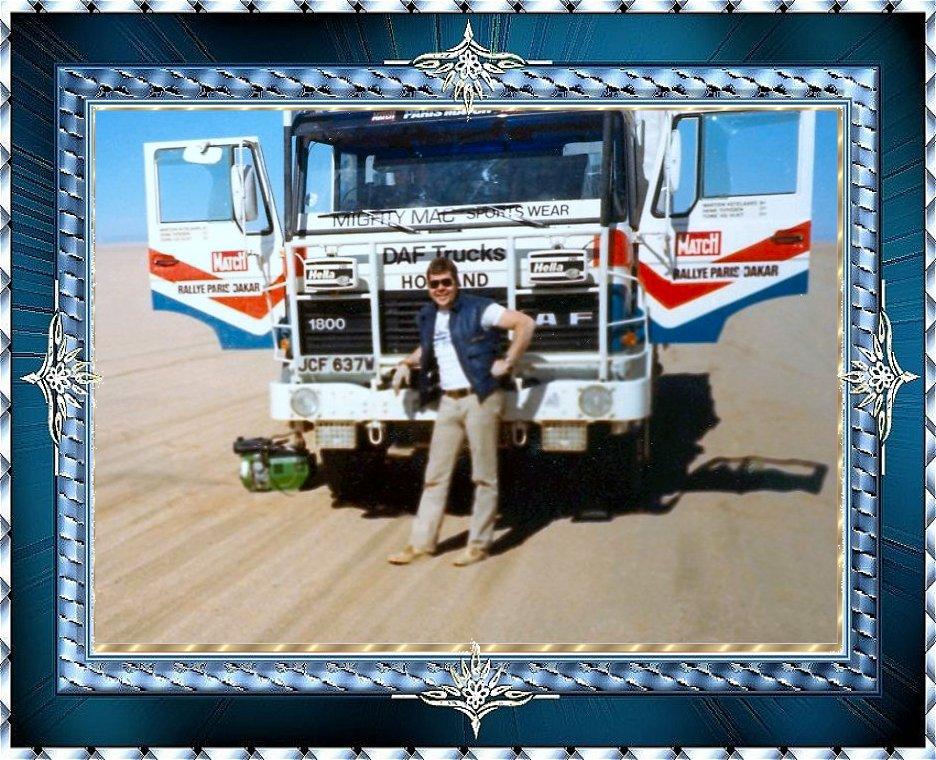
DAF・マイティマック

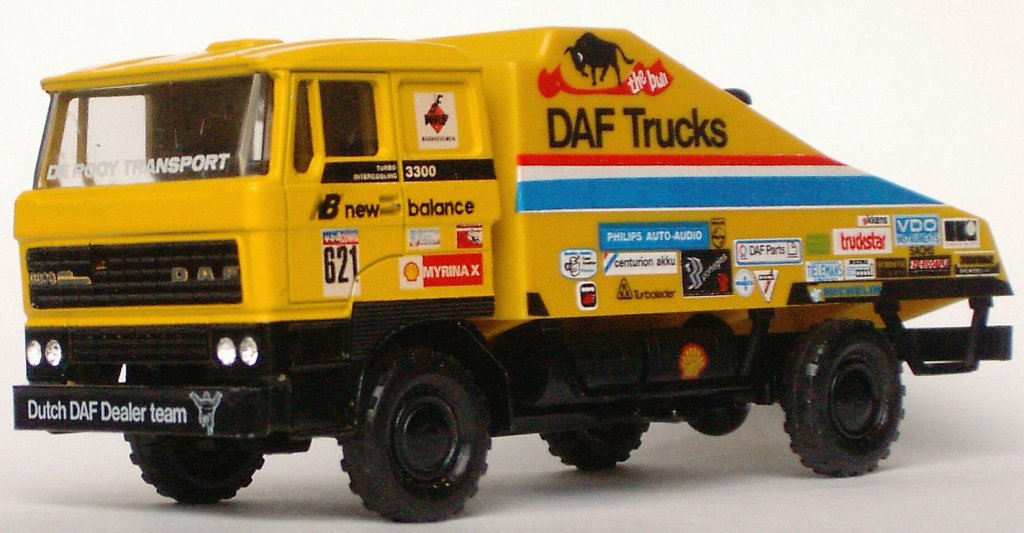
DAF・The Bullのミニカー

DAFは1981年にパリ・ダカールラリー（現:ダカールラリー、以下パリダカ）へ初参戦。10t超えで160馬力の四輪駆動トラックであるマイティマックが市販車の範疇の改造で持ち込まれた。しかしナビが事故で骨折し、ランキング外でのフィニッシュとなった。
1982年、運送会社経営者でモトクロスとラリークロスの双方でオランダ選手権チャンピオンとなった経歴を持つヤン・デ・ルーイが、ほぼ無改造の六輪トラックのDAF・NTT 2800で参戦。自動車・トラック総合67位、10t以上のトラックの中では1位で完走した。
翌1983年には4x4のDAF・F3300（愛称はDe Koffer、訳して「スーツケース」）に乗り換え、自動車・トラック総合34位で完走。しかし性能不足を感じており、デ・ルーイは自らプロトタイプトラックを開発することを決意した。
1984年にデ・ルーイはF3300を2台流用して、車体の前後にキャビン部を2つ備え、それぞれの下部にエンジンを搭載し、それぞれが駆動するというというツインエンジンの四輪駆動構造を持つ、「De Dubbele Kop (双頭) または Tweekoppige Monster (双頭怪獣）」を投入。後部キャビンは本来なら不要であったが、開発時間が限られていたため外装はそのままにされたがゆえの双頭であった。なお後部内装は改造され、休憩用ベッドを2つ備えていた。エンジンは800馬力を発生（ダイナモメーターを破壊したため、トルクは計測されなかった）。これがターボツインの原型となった。1984年は首位を快走していたが、万を超える数のスペア部品を持っていたにもかかわらず、よりにもよって絶対の自信があるからとスペアを持たなかったホイールベアリングを破損し、リタイアに終わった。
1985年には車体構造はそのまま、後部キャビン取っ払って軽量化した「The Bull（雄牛）」が参戦。違法な修理を行ったため15時間ものタイムペナルティを受けたにもかかわらず、総合2位という好成績を収めた。

## 戦史

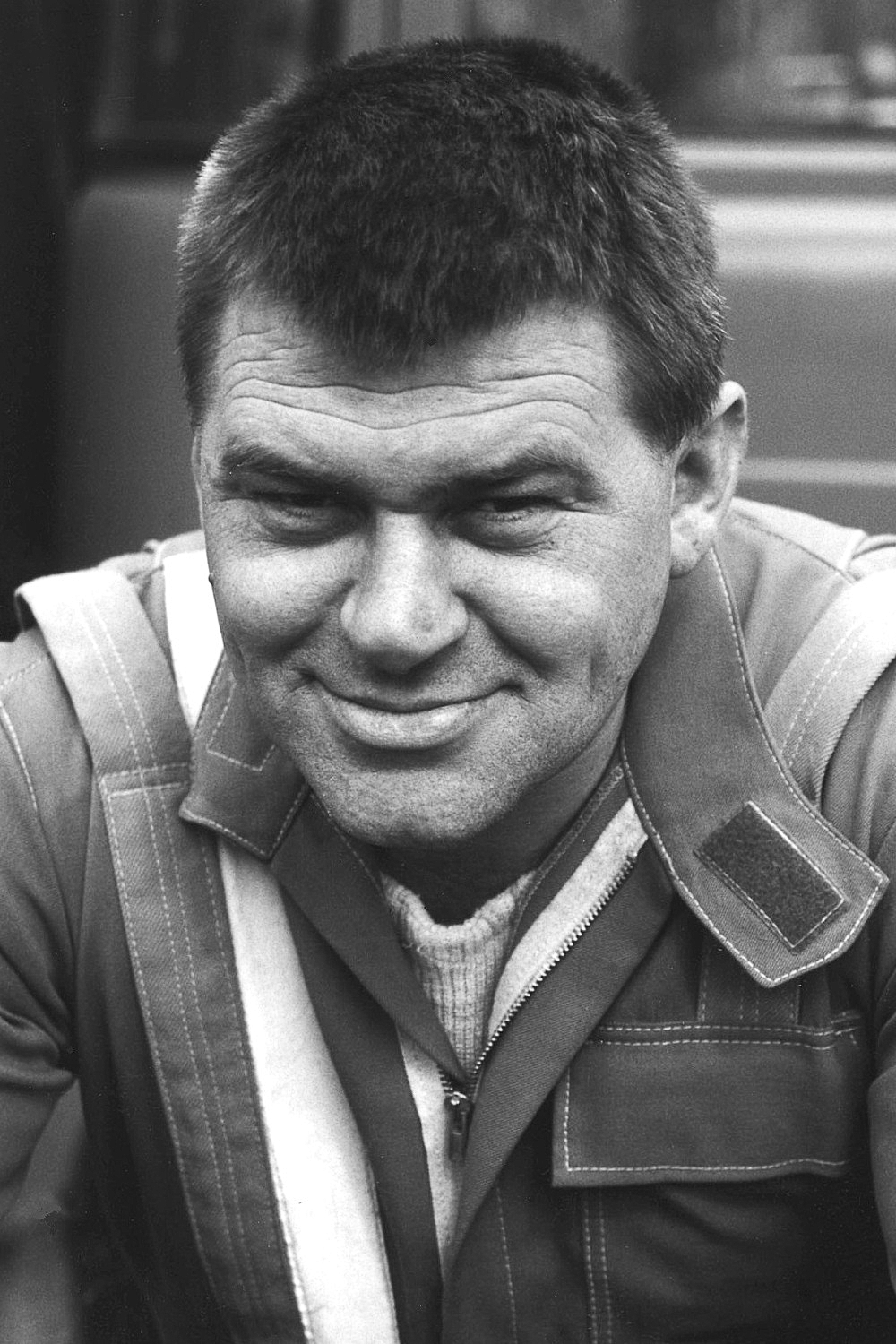
ヤン・デ・ルーイ（1979年）

1986年パリ-ダカール・ラリーに参戦。この年は単に「ターボツイン」と名乗った。ヤン・デ・ルーイの駆るターボツインはすでに四輪乗用車勢と同等の速さを示していたが、終盤のモーリタニアでフロントアクスルを破損し、リタイアに終わった。
1987年にはアップデートを施し「ターボツインII」と改名。ヤン・デ・ルーイ/イヴォ・ヘウセンス/テオ・ファン・デ・ライト組が遂にカミオンクラスでDAF初となる悲願の優勝（自動車部門総合11位。当時のカミオンは自動車部門の順位にも記載された）を果たしている。
1988年はベース車が95シリーズへフルモデルチェンジしたため、キャブやリアカウルの形状が一新され、「95ターボツインX1/95ターボツインX2」と名称を変更している。この型が最も強力かつ、最も知られるターボツインである。このうち「X2」で参戦していたテオ・ファン・デ・ライト/キース・ファン・ルーヴェザイン/クリス・ロス組のターボツインが200km/h超えの超高速走行中にクラッシュして何回転もし、安全規則遵守の不徹底も相俟ってファン・ルーヴェザインがシートごと外に投げ出されて死亡、残り二人も重傷を負うという事故が発生した。これに意気消沈したデ・ルーイは即時イベントから撤退し、以降10年以上ダカールに姿を見せることはなかった。この年のラリーのルートは非常に難しかったため、運営も非難にさらされ、1989年の一年間はカミオンでの競技を禁止、1990年以降はプロトタイプトラックの禁止など、ラリーレイドの高速化に歯止めをかける一因となった。
それ以来ヤンは本業に専念し、長らくダカールから遠ざかったが、息子のヘラルト・デ・ルーイ(1980-、Gerard de Rooy)の熱心な働きかけに応じ、2002年〜2007年にヘラルトのナビとして復帰。2009年に開幕したアフリカ・エコレースではイヴェコをドライブし部門優勝を果たした。
ヘラルトも2011年からイヴェコを駆り、2012・2016年と父を上回る2度の優勝を果たすこととなる。また2007年ダカールと2008年セントラル・ヨーロッパ・ラリー（治安悪化で中止となったダカールの代替イベント）でドイツのMANのトラックをドライブし優勝したハンス・ステイシー(1958-、Hans Stacey)は、ヤンの甥にあたる。

## 車体
最大の特徴は11.6リッターディーゼルエンジン2基、ターボ6基をミッドシップに搭載し、前輪と後輪にそれぞれ動力を分担させた四輪駆動にしていることで、これにより最高出力990馬力を獲得している。X1/X2はさらに1,220馬力/4,700Nmに増強され、トンあたり115馬力を達成。最高速度は220km/h（一説には240km/h）で、10トン強の車重でありながら0-100km/hを7.8秒で到達できるポテンシャルを秘めていた。最終年にはグループBのプジョー・405 T16 GRを直線で追い抜き、ステージタイムでもしばし上回るほどの性能で、アリ・バタネンがハンドルを殴りつけて悔しがったといわれるほどの性能を示し、二輪や車を破って真の総合1位を獲得するというデ・ルーイの野望を果たさんばかりであったが、それゆえに前述の悲劇に見舞われた。
ターボツインのシャーシやホイールは当初スチール製を採用していたが、ターボツインII以降アルミ製のリム、スペースフレーム、アルミホイールを採用。これにより大幅な軽量化、高速化を実現している。車体重量は10,500kg。燃料タンク容量はターボツインX1で940L。

## 現在
ターボツインIIとターボツインX1の2台はオランダ・アイントホーフェンにあるDAFミュージアムで動態保存されている。
祖先に当たるTweekoppig Monsterは2022年ダカール・クラシックへ参戦し、72位だった（同ラリーは速さではなく設定された平均速度にどれだけ近いかを競うルール）。

## ギャラリー

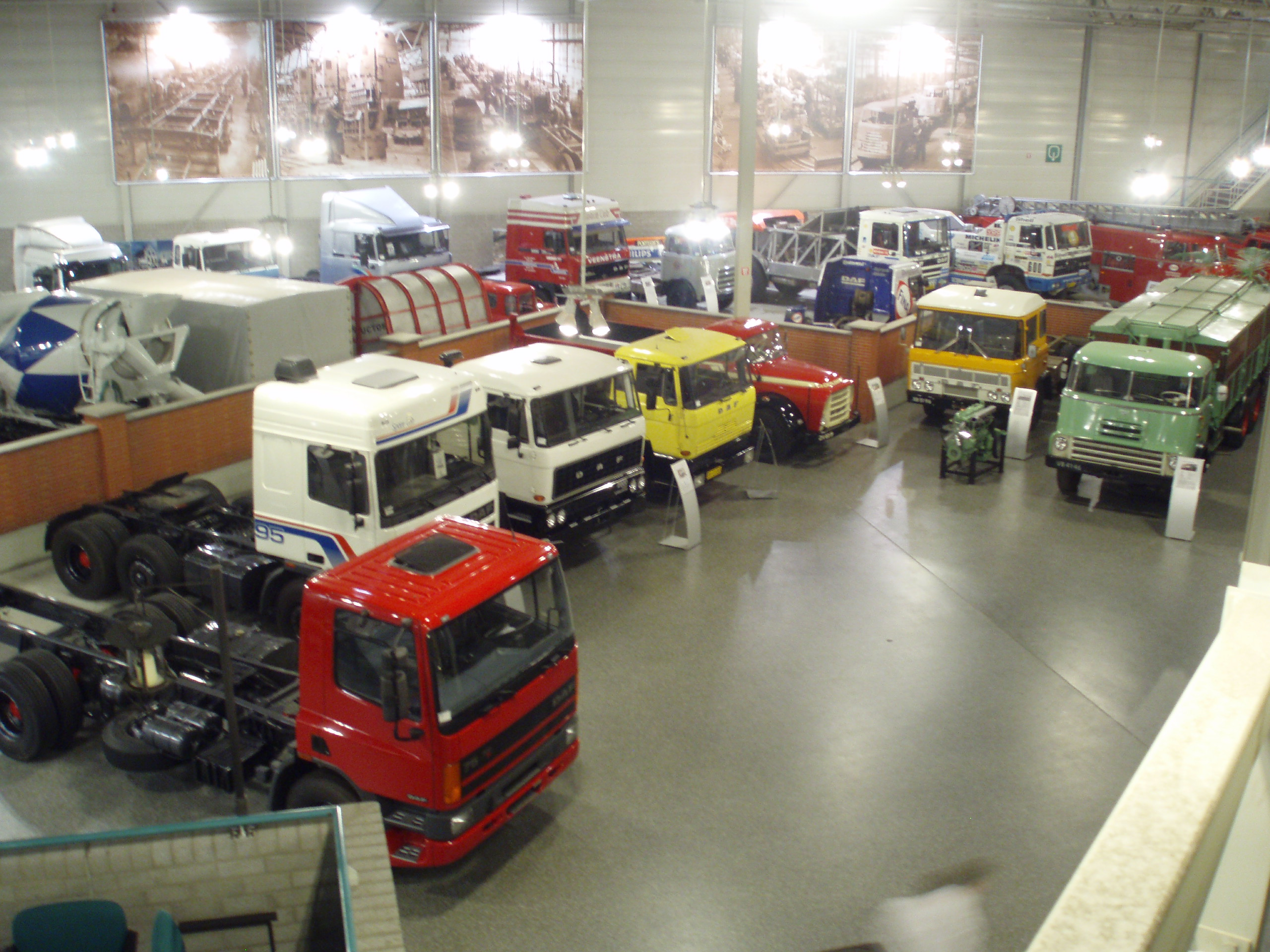
オランダ・アイントホーフェンにあるDAFミュージアムのDAFトラックス車
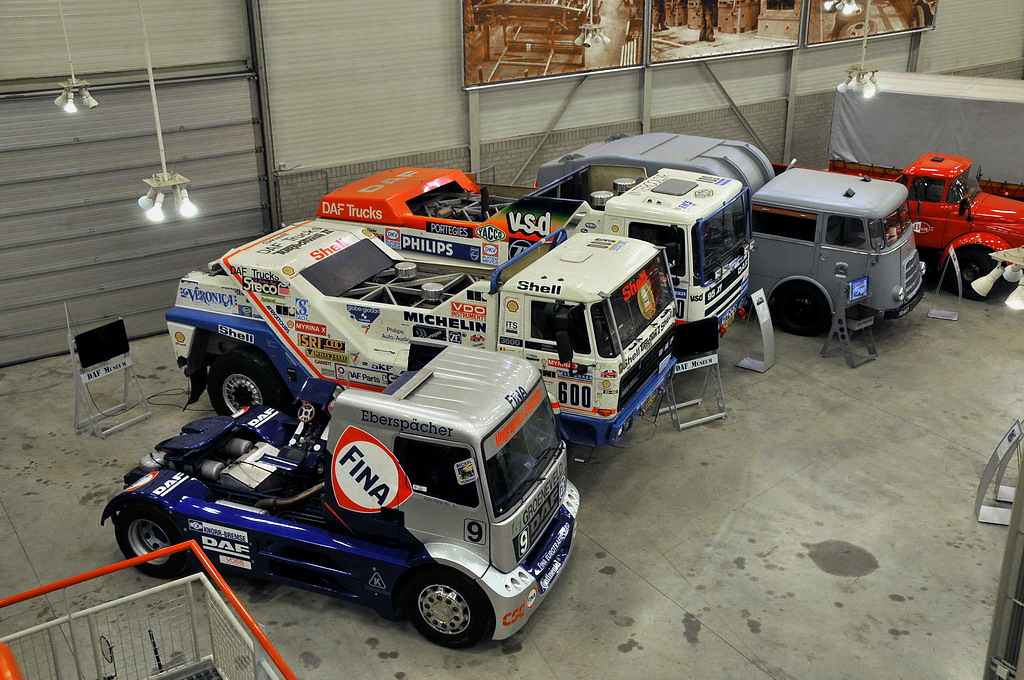
ターボツインII(手前)とターボツインX1(奥)
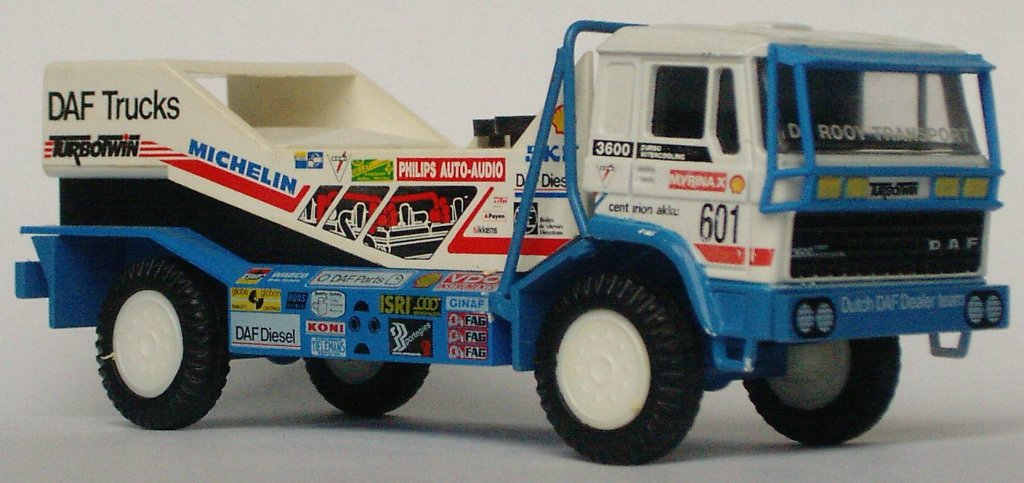
ターボツイン (1986)のモデルカー
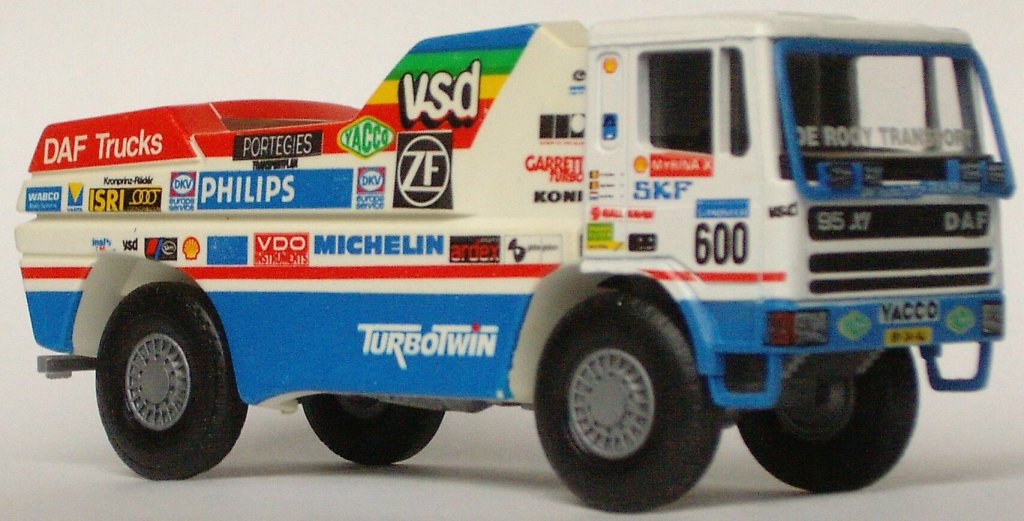
ターボツインX1 (1988)のモデルカー
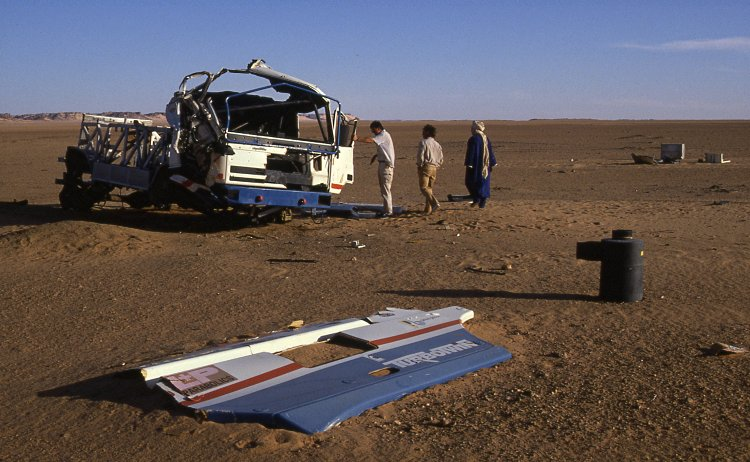
キースの死亡事故によって残されたターボツインX2の残骸。テネレ北部にて。